# Lazčík (szczyt)
Lazčík (768 m) – szczyt regionu Spišsko-šarišské medzihorie (podregion Hromovec) na Słowacji. Wznosi się między miejscowościami Bajerovce, Krásna Lúka i Vislanka. Jest to szczyt dobrze wyodrębniony. Jego północne i zachodnie stoki opadają do potoku Ľubotínka i jego dopływu, wschodnie do potoku Lazčík.
Lazčík jest porośnięty lasem. Jedynie dolna część południowo-zachodnich i południowych stoków, opadających do miejscowości Bajerovce i Krásna Lúka jest bezleśna, pokryta polami uprawnymi. Nie prowadzi przez niego żaden znakowany szlak turystyczny.